# Flugunfall einer Convair CV-880 auf dem Flughafen Tokio-Haneda
Der Flugunfall einer Convair CV-880 auf dem Flughafen Tokio-Haneda ereignete sich am 26. August 1966 bei einem Trainingsflug der Japan Air Lines mit Start und Ziel auf dem Flughafen Tokio-Haneda. Das Passagierflugzeug des Typs Convair CV-880 gierte unmittelbar nach dem Start nach links, prallte nach einem ersten Bodenkontakt auf dem Boden auf und geriet in Brand. Bei dem Unfall kamen alle fünf Insassen der Maschine ums Leben.

## Flugzeug
Die betroffene Maschine war eine 1961 gebaute Convair CV-880 mit der Werknummer 22-00-45. Die Maschine wurde im Werk von Convair in San Diego, Kalifornien endmontiert und zunächst mit dem Luftfahrzeugkennzeichen N8487H auf den Hersteller zugelassen. Ihr Roll-Out erfolgte am 24. Juli 1961. Am 20. August 1961 ging die Maschine an die Swissair, bei der sie das Kennzeichen HB-ICM erhielt. Am 19. Mai 1962 wurde die Maschine an den Hersteller retourniert und erhielt in diesem Zuge das neue Kennzeichen N94285. Die Convair wurde am 5. Januar 1966 an die Japan Domestic Airlines übergeben und erhielt bei dieser das Luftfahrzeugkennzeichen JA8030 sowie den Taufnamen Ginza / 銀座. Es handelte sich um die einzige Maschine dieses Typs bei der Japan Domestic Airlines. Bis zum 30. Juni 1966 wurde sie auf innerjapanischen Linienflügen eingesetzt. Ab dem 1. Juli 1966 war sie an die Japan Air Lines verleast und wurde bei dieser hauptsächlich zu Schulungszwecken eingesetzt. Das vierstrahlige Mittelstrecken-Schmalrumpfflugzeug war mit vier Turbojettriebwerken des Typs General Electric CJ-805-3B ausgestattet. Bis zum Zeitpunkt des Unfalls hatte die Maschine eine Gesamtbetriebsleistung von 5.290 Betriebsstunden absolviert.

## Insassen und Flugzweck
Mit der Maschine wurde an diesem Tag ein Ausbildungsflug geflogen, weshalb sich lediglich eine fünfköpfige Besatzung an Bord befand. Zur Besatzung gehörten:
- Flug- und Prüfkapitän war der 44-jährige Manshichi Harano, der seit dem 1. April 1956 zur Belegschaft der Japan Air Lines gehörte und sich am 30. Oktober 1962 als Flugkapitän an Bord der Convair CV-880-22M qualifiziert hatte. Er verfügte über Musterberechtigungen für die Flugzeugtypen Douglas DC-4, Douglas DC-6B, Douglas DC-8 und Convair CV-880-22M. Er verfügte über 8.446:52 Stunden Flugerfahrung, wovon 1265:20 Flugstunden auf die Convair CV-880-22M entfielen.
- Der erste zu prüfende Pilot war der 34-jährige Shuji Daikoku, der am 7. Oktober 1963 durch die Japan Air Lines eingestellt worden war und sich am 24. Juni 1965 zum Ersten Offizier an Bord der Douglas DC-6B qualifiziert hatte. Dies war auch der einzige Flugzeugtyp, für den er eine Musterberechtigung besaß. Seine kommerzielle Pilotenlizenz hatte er am 2. November 1964 erworben. Von seinen 2618:52 Stunden Flugerfahrung entfielen 431:39 Stunden auf das Cockpit der Douglas DC-6B und 25:09 Stunden auf das Cockpit der Convair CV-880-22M.
- Der zweite zu prüfende Pilot war Yoshiomi Motouchi, der am 7. Oktober 1963 durch die Japan Air Lines eingestellt worden war und sich am 24. Juni 1965 zum Ersten Offizier an Bord der Douglas DC-6B qualifiziert hatte. Dies war auch der einzige Flugzeugtyp, für den er eine Musterberechtigung besaß. Seine kommerzielle Pilotenlizenz hatte er am 2. November 1964 erworben. Von seinen 2.397:11 Stunden Flugerfahrung entfielen 368:51 Stunden auf das Cockpit der Douglas DC-6B und 23:34 Stunden auf das Cockpit der Convair CV-880-22M.
- Der 26-jährige Flugingenieur Terumitsu Fujimaki gehörte der Japan Air Lines seit dem 1. Juli 1963 an und hatte sich am 7. November 1964 als Flugingenieur für die Douglas DC-6B und am 22. November 1965 als Flugingenieur für die Convair CV-880-22M qualifiziert. Er verfügte über 841:04 Stunden Flugerfahrung, wovon 401:23 Stunden auf das Cockpit der Convair CV-880-22M entfielen.
- Darüber hinaus befand sich der oberste Prüfer der Zivilluftfahrtabteilung des Transportministeriums, Yukiaki Kawata, an Bord.

## Unfallhergang

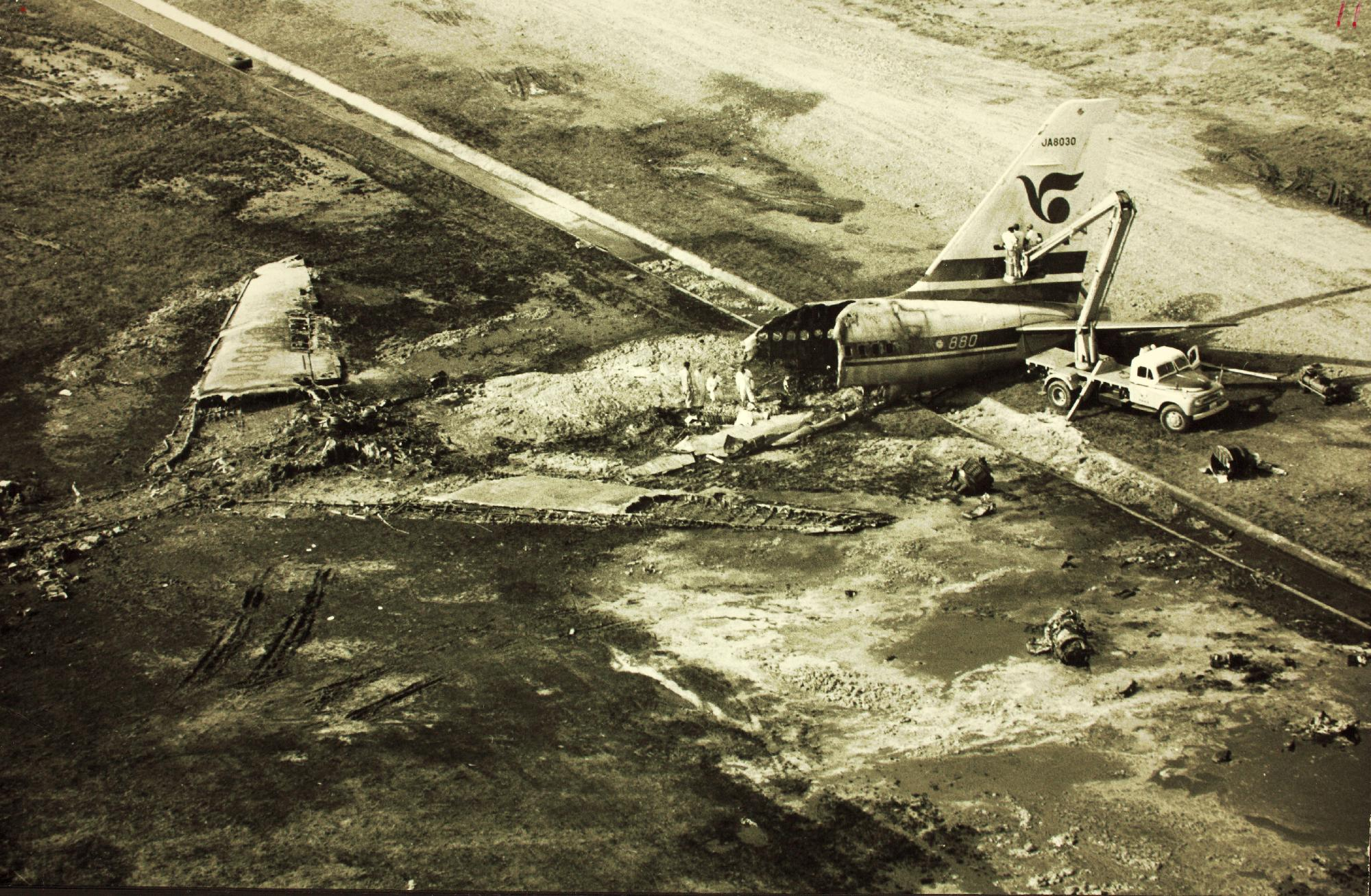
Das Wrack der Maschine

Die Maschine startete um 14:28 Uhr zum Startlauf von der Startbahn 33R Flughafens Tokio-Haneda. Der Flug sollte nach Sichtflugregeln durchgeführt werden. Nach dem Rotieren begann die Maschine nach links zu gieren und schleuderte nach rechts. Etwa 1.500 Meter hinter der Startbahnschwelle rollte das rechte Hauptfahrwerk von der Startbahn, während sich die Gier- und Schleuderbewegung fortsetzte. Etwa 1.600 Meter hinter der Startbahnschwelle begann die Unterseite der Triebwerksgondel von Triebwerk Nr. 1 (links) über die Startbahn zu schleifen. Etwa 1.700 Meter hinter der Startbahnschwelle  kam die Convair schließlich völlig von der Startbahn ab. Die Maschine schlitterte weiter über den Rasen und über Rollbahn C-4. Die während des Startlaufs nach oben ausgerichtete Flugzeugnase kippte daraufhin wieder nach unten ab. Fast gleichzeitig brach ein Brand an Triebwerk Nr. 3 (rechts innen) aus. Während die Maschine weiterschlitterte, rissen die vier Triebwerke, das Fahrwerk und die Cockpitsektion ab. Die Convair kam etwa 2.100 Meter hinter der Startbahnschwelle zum Stehen. Das Feuer breitete sich explosiv aus und die Maschine brannte bis auf die Hecksektion und einen Teil der Tragflächen vollständig aus. Die fünf Insassen kamen ums Leben. Ein Teil der Startbahnbefeuerung und ein Graben wurden beschädigt.

## Ursache
Die japanische Zivilluftfahrtbehörde übernahm nach dem Unfall die Ermittlungen zur Unfallursache. Der Abschlussbericht wurde am 26. August 1968 veröffentlicht. Die Ermittler stellten als Unfallursache die exzessive, nicht kontrollierbare Gierbewegung der Maschine beim Startlauf fest, konnten jedoch die Ursache für das Gieren nicht ermitteln. Sie gaben an, dass mangelnde Flugfertigkeiten einzelner Besatzungsmitglieder bei dem Unfall keine Rolle gespielt hatten. Die Maschine sei durch den Piloten Daikoku geflogen worden, der im linken Pilotensitz gesessen habe. Da beim Startlauf Seitenwinde  von rechts kamen, sei das Seitenruder nach links ausgeschlagen und die rechte Tragfläche nach unten ausgerichtet gewesen. Beim Erreichen der Rotationsgeschwindigkeit sei Triebwerk Nr. 1 in den Leerlauf heruntergefahren worden. Etwa zu diesem Zeitpunkt sei auch das Seitenruder verstellt worden, es konnte jedoch nicht ermittelt werden wie und warum das geschehen war. Anhand von Reifenspuren auf der Startbahn wurde bestimmt, wann der Schleudervorgang nach rechts eingesetzt hatte. Die Ermittler schätzten, dass die Maschine an dem Punkt, an dem sich die Reifenspur verlor, endgültig unkontrollierbar geworden war.